# Gương mặt thân quen Nhí (mùa 4)
Gương mặt thân quen Nhí mùa thứ tư được phát sóng từ 18 tháng 8 năm 2017 đến 10 tháng 11 năm 2017 với kết quả chung cuộc giải nhất thuộc về thí sinh Thụy Bình.

## Thí sinh
Mùa thứ tư gồm các thí sinh:
| Mã số bình chọn | Thí sinh                | Huấn luyện viên | Kết quả   |
| --------------- | ----------------------- | --------------- | --------- |
| 01              | Đào Nguyên Thụy Bình    | Chí Thiện       | Quán quân |
| 02              | Ngô Phương Bích Ngọc    | Thu Thủy        | Hạng 2    |
| 06              | Nguyễn Võ Ngọc Giàu     | Chí Thiện       | Hạng 3    |
| 04              | Đặng Tú Thanh (†)       | Quốc Thiên      | Hạng 4    |
| 03              | Chu Tuấn Ngọc           | Quốc Thiên      | Hạng 5    |
| 05              | Nguyễn Trung Thiên Phúc | Thu Thủy        | Hạng 6    |

Giải phụ
- Thí sinh được yêu thích nhất do khán giả bình chọn: Bé Bích Ngọc.

Chú thích
- (†):Thí sinh Tú Thanh qua đời vào ngày 1/7/2023 do tai nạn giao thông.

## Bảng điểm các tuần
| Thí sinh      | Tuần 1               | Tuần 2               | Tuần 3               | Tuần 4                | Tuần 5                             | Tuần 6                | Tuần 7               | Tuần 8                | Tuần 9               | Tuần 10               | Tuần 11                                       | Tuần 12               | Tuần 13             | Tổng |
| ------------- | -------------------- | -------------------- | -------------------- | --------------------- | ---------------------------------- | --------------------- | -------------------- | --------------------- | -------------------- | --------------------- | --------------------------------------------- | --------------------- | ------------------- | ---- |
| Bé Thụy Bình  | Hạng 6 23 điểm       | Hạng 4 28 điểm       | Hạng 1 35 điểm       | Hạng 2 34 điểm        | Hạng 1 34 điểm                     | Hạng 5 24 điểm        | Hạng 6 23 điểm       | Hạng 4 25 điểm        | Hạng 2 33 điểm       | Hạng 6 25 điểm        | Hạng 5 23 điểm                                | Hạng 2 34 điểm        | Hạng 1              | 341  |
| Bé Bích Ngọc  | Hạng 3 28 điểm       | Hạng 1 35 điểm       | Hạng 2 31 điểm       | Hạng 3 30 điểm        | Hạng 1 34 điểm                     | Hạng 2 32 điểm        | Hạng 4 25 điểm       | Hạng 3 30 điểm        | Hạng 1 35 điểm       | Hạng 3 28 điểm        | Hạng 4 27 điểm                                | Hạng 4 27 điểm        | Hạng 2              | 362  |
| Bé Ngọc Giàu  | Hạng 4 26 điểm       | Hạng 2 31 điểm       | Hạng 2 31 điểm       | Hạng 1 35 điểm        | Hạng 5 24 điểm                     | Hạng 2 32 điểm        | Hạng 2 32 điểm       | Hạng 1 35 điểm        | Hạng 4 25 điểm       | Hạng 2 32 điểm        | Hạng 1 33 điểm                                | Hạng 5 24 điểm        | Hạng 3              | 360  |
| Bé Tú Thanh   | Hạng 1 36 điểm       | Hạng 3 29 điểm       | Hạng 5 23 điểm       | Hạng 5 24 điểm        | Hạng 4 27 điểm                     | Hạng 4 26 điểm        | Hạng 4 25 điểm       | Hạng 4 25 điểm        | Hạng 3 29 điểm       | Hạng 5 26 điểm        | Hạng 1 33 điểm                                | Hạng 1 35 điểm        | Hạng 4              | 338  |
| Bé Tuấn Ngọc  | Hạng 5 25 điểm       | Hạng 6 23 điểm       | Hạng 6 22 điểm       | Hạng 4 26 điểm        | Hạng 3 28 điểm                     | Hạng 6 22 điểm        | Hạng 1 36 điểm       | Hạng 2 34 điểm        | Hạng 6 24 điểm       | Hạng 4 27 điểm        | Hạng 1 33 điểm                                | Hạng 3 30 điểm        | Hạng 5              | 330  |
| Bé Thiên Phúc | Hạng 2 33 điểm       | Hạng 5 25 điểm       | Hạng 4 29 điểm       | Hạng 6 22 điểm        | Hạng 5 24 điểm                     | Hạng 1 35 điểm        | Hạng 3 30 điểm       | Hạng 6 22 điểm        | Hạng 4 25 điểm       | Hạng 1 33 điểm        | Hạng 6 22 điểm                                | Hạng 6 21 điểm        | Hạng 6              | 321  |
|               |                      |                      |                      |                       |                                    |                       |                      |                       |                      |                       |                                               |                       |                     |      |
| Thắng         | Bé Tú Thanh 36 điểm  | Bé Bích Ngọc 35 điểm | Bé Thụy Bình 35 điểm | Bé Ngọc Giàu 35 điểm  | Bé Bích Ngọc Bé Thụy Bình 34 điểm  | Bé Thiên Phúc 35 điểm | Bé Tuấn Ngọc 36 điểm | Bé Ngọc Giàu 35 điểm  | Bé Bích Ngọc 35 điểm | Bé Thiên Phúc 33 điểm | Bé Tuấn Ngọc Bé Ngọc Giàu Bé Tú Thanh 33 điểm | Bé Tú Thanh 35 điểm   | BÉ THỤY BÌNH Hạng 1 |      |
| Xếp cuối      | Bé Thụy Bình 23 điểm | Bé Tuấn Ngọc 23 điểm | Bé Tuấn Ngọc 22 điểm | Bé Thiên Phúc 22 điểm | Bé Ngọc Giàu Bé Thiên Phúc 24 điểm | Bé Tuấn Ngọc 22 điểm  | Bé Thụy Bình 23 điểm | Bé Thiên Phúc 22 điểm | Bé Tuấn Ngọc 24 điểm | Bé Thụy Bình 25 điểm  | Bé Thiên Phúc 22 điểm                         | Bé Thiên Phúc 21 điểm |                     |      |

     Thí sinh thắng trong tuần.
     Thí sinh xếp cuối trong tuần.
     Thí sinh thắng trong mùa giải

## Nhân vật hóa thân
| Tuần | Bé Thụy Bình     | Bé Thụy Bình                   | Bé Bích Ngọc       | Bé Bích Ngọc                       | Bé Ngọc Giàu     | Bé Ngọc Giàu          | Bé Tú Thanh     | Bé Tú Thanh                   | Bé Tuấn Ngọc    | Bé Tuấn Ngọc                   | Bé Thiên Phúc   | Bé Thiên Phúc             | Khách mời                                                        |
| Tuần | Nhân vật         | Bài hát                        | Nhân vật           | Bài hát                            | Nhân vật         | Bài hát               | Nhân vật        | Bài hát                       | Nhân vật        | Bài hát                        | Nhân vật        | Bài hát                   | Khách mời                                                        |
| ---- | ---------------- | ------------------------------ | ------------------ | ---------------------------------- | ---------------- | --------------------- | --------------- | ----------------------------- | --------------- | ------------------------------ | --------------- | ------------------------- | ---------------------------------------------------------------- |
| 1    | Quang Linh       | Thương quá Việt Nam            | Taylor Swift       | You Belong With Me                 | Phương Uyên      | Ngựa ô thương nhớ     | Hà Thị Cầu      | Xẩm Thập Ân                   | Tùng Dương      | Mẹ tôi                         | Trúc Nhân       | Bốn chữ lắm               | Quốc Thiên, Chí Thiện, Thu Thủy                                  |
| 2    | PSY              | Gentleman                      | Bích Phương        | Bao giờ em lớn                     | Lady Gaga        | Born This Way         | Hoàng Thuỳ Linh | Bánh trôi nước                | Elton John      | Can You Feel The Love Tonight  | Noo Phước Thịnh | Ước mơ tôi                |                                                                  |
| 3    | Kasim Hoàng Vũ   | Ngọn lửa cao nguyên            | Trang Nhung        | Cô gái Sài Gòn đi tải đạn          | Mỹ Linh          | Khát vọng             | Lệ Quyên        | Hà Nội mùa vắng những cơn mưa | Thanh Duy       | Tôi yêu                        | Tùng Dương      | Quê nhà                   |                                                                  |
| 4    | NSƯT Minh Vương  | TĐ: Đời cô Lựu                 | MIN                | Chưa bao giờ mẹ kể                 | Phạm Anh Khoa    | Sắc màu               | Hồng Ngọc       | Mắt Nai cha cha cha           | Đan Trường      | Dòng máu Lạc Hồng              | Isaac           | Bống bống bang bang       |                                                                  |
| 5    | Josh Groban      | You Raise Me Up                | Katy Perry         | Roar                               | Hương Tràm       | Mưa bay tháp cổ       | Hiền Thục       | Nhật ký của mẹ                | Quốc Thiên      | Về ăn cơm                      | Sơn Tùng M-TP   | Ấn nút nhớ... thả giấc mơ |                                                                  |
| 6    | NSƯT Hoài Linh   | Lý bán quán                    | NSƯT Thanh Lam     | Em tôi                             | Phi Nhung        | Bài ca đất phương Nam | Ánh Tuyết       | Ô mê ly                       | NSND Trần Hiếu  | Chú voi con ở bản Đôn          | Michael Jackson | Black Or White            |                                                                  |
| 7    | Hoài Lâm         | Còn thương rau đắng mọc sau hè | Siu Black          | Ly cà phê Ban Mê                   | Jessie J         | Price Tag             | Ngọc Khuê       | Bà tôi                        | Hà Anh Tuấn     | Về đi em                       | Hề Sa           | Người lính già vui vẻ     |                                                                  |
| 8    | Declan Galbraith | Tell Me Why                    | Vũ Cát Tường       | Liên khúc Papa                     | NSND Lệ Thủy     | Tân Cổ: Áo mới Cà Mau | NSƯT Vân Quyền  | Chầu Đệ Nhị                   | Trần Lập        | Tâm hồn của đá                 | Marc Anthony    | My Baby You               |                                                                  |
| 9    | NSND Quang Thọ   | Người Hà Nội                   | Takeo Ischi        | LK: Chicken Attack, New Bibi Hendl | Thu Phương       | Xẩm Phố Thu           | Shakira         | La La La                      | Bằng Kiều       | Tôi thấy hoa vàng trên cỏ xanh | Minh Thuận      | Tình Thơ                  |                                                                  |
| 10   | Toy-Box          | Tarzan And Jane                | Cẩm Vân            | Bài Ca Không Quên                  | Jenifer Holliday | I Believe I Can Fly   | Hòa Minzy       | Làng Quan Họ quê tôi          | Tưởng Đại Vĩ    | Xin hỏi đường đi nơi đâu?      | Đàm Vĩnh Hưng   | Mẹ                        |                                                                  |
| 11   | Bon Jovi         | It's My Life                   | China Anne Mcclain | What's My Name?                    | Hồng Nhung       | Ngẫu hứng sông Hồng   | Thu Hoà         | Trích đoạn: Chèo Thị Nở       | Bruno Mars      | Uptown Funk                    | Ngọc Sơn        | Hoài cổ                   |                                                                  |
| 12   | NSƯT Kim Tử Long | Trích đoạn: Ngô Quyền          | Vân Khánh          | Chầu Văn Huế: Tình đất phương Nam  | Ý Lan            | Chị tôi               | Cung Lâm Na     | Jing Gu Bang                  | NSƯT Thế Hiển   | Hát về anh                     | Dương Triệu Vũ  | Đất nước lời ru           |                                                                  |
| 13   | Vitas            | Opera 2                        | NSƯT Tú Sương      | Hào khí Việt Nam                   | NSƯT Thoại Mỹ    | TĐ: Lá chắn biên thùy | NSƯT Thuý Hà    | Cánh chim báo tin vui         | Trọng Hiếu Idol | Hãy bước đến bên tôi           | Tạ Quang Thắng  | Sống như những đóa hoa    | Tuấn Ngọc, Thiên Phúc, Quốc Thiên, Thu Thủy, Chí Thiện, Hoài Lâm |

     Thí sinh thắng trong tuần.
     Thí sinh thắng trong mùa giải.

## Kết quả biểu diễn

### Tuần 1
| #         | Thí sinh      | Bài hát                                                 | Nhân vật        | Kết quả BGK   | Kết quả BGK | Kết quả BGK    | Tổng | Hạng |
| #         | Thí sinh      | Bài hát                                                 | Nhân vật        | NSƯT Xuân Bắc | Hiền Thục   | NSƯT Hoài Linh | Tổng | Hạng |
| --------- | ------------- | ------------------------------------------------------- | --------------- | ------------- | ----------- | -------------- | ---- | ---- |
| 1         | Bé Thụy Bình  | "Thương quá Việt Nam" (Sáng tác: Phạm Thế Mỹ)           | Quang Linh      | 7             | 8           | 8              | 23   | 6    |
| 2         | Bé Bích Ngọc  | "You Belong with Me" (Sáng tác: Taylor Swift, Liz Rose) | Taylor Swift    | 10            | 9           | 9              | 28   | 3    |
| 3         | Bé Tuấn Ngọc  | "Mẹ ơi" (Sáng tác: Trần Tiến)                           | Tùng Dương      | 8             | 7           | 10             | 25   | 5    |
| 4         | Bé Tú Thanh   | "Xẩm Thập Ân" (Dân ca xẩm)                              | NSƯT Hà Thị Cầu | 12            | 12          | 12             | 36   | 1    |
| 5         | Bé Thiên Phúc | "Bốn chữ lắm" (Sáng tác: Phạm Toàn Thắng)               | Trúc Nhân       | 11            | 11          | 11             | 33   | 2    |
| 6         | Bé Ngọc Giàu  | "Ngựa ô thương nhớ" (Sáng tác: Trần Tiến)               | Phương Uyên     | 9             | 10          | 7              | 26   | 4    |
|           |               |                                                         |                 |               |             |                |      |      |
| Khách mời | Quốc Thiên    | "Vào hạ" (Sáng tác: Lê Hựu Hà)                          |                 |               |             |                |      |      |
| Khách mời | Chí Thiện     | "Vào hạ" (Sáng tác: Lê Hựu Hà)                          |                 |               |             |                |      |      |
| Khách mời | Thu Thủy      | "Vào hạ" (Sáng tác: Lê Hựu Hà)                          |                 |               |             |                |      |      |

### Tuần 2
| # | Thí sinh      | Bài hát                                                                                 | Nhân vật        | Kết quả BGK   | Kết quả BGK | Kết quả BGK    | Tổng | Hạng |
| # | Thí sinh      | Bài hát                                                                                 | Nhân vật        | NSƯT Xuân Bắc | Hiền Thục   | NSƯT Hoài Linh | Tổng | Hạng |
| - | ------------- | --------------------------------------------------------------------------------------- | --------------- | ------------- | ----------- | -------------- | ---- | ---- |
| 1 | Bé Tuấn Ngọc  | "Can You Feel the Love Tonight" (Sáng tác: Elton John, Tim Rice)                        | Elton John      | 8             | 8           | 7              | 23   | 6    |
| 2 | Bé Thiên Phúc | "Ước mơ tôi" (Sáng tác: Trương Đức Trí)                                                 | Noo Phước Thịnh | 7             | 7           | 11             | 25   | 5    |
| 3 | Bé Ngọc Giàu  | "Born This Way" (Sáng tác: Lady Gaga, Jeppe Laursen, Fernando Garibay, DJ White Shadow) | Lady Gaga       | 10            | 12          | 9              | 31   | 2    |
| 4 | Bé Bích Ngọc  | "Bao giờ em lớn" (Sáng tác: Huỳnh Hiền Năng)                                            | Bích Phương     | 12            | 11          | 12             | 35   | 1    |
| 5 | Bé Thụy Bình  | "Gentleman" (Sáng tác: PSY, Yoo Gun Hyung)                                              | PSY             | 11            | 9           | 8              | 28   | 4    |
| 6 | Bé Tú Thanh   | "Bánh trôi nước" (Sáng tác: Hồ Hoài Anh)                                                | Hoàng Thuỳ Linh | 9             | 10          | 10             | 29   | 3    |

### Tuần 3
| # | Thí sinh      | Bài hát                                                                   | Nhân vật       | Kết quả BGK   | Kết quả BGK | Kết quả BGK    | Tổng | Hạng |
| # | Thí sinh      | Bài hát                                                                   | Nhân vật       | NSƯT Xuân Bắc | Hiền Thục   | NSƯT Hoài Linh | Tổng | Hạng |
| - | ------------- | ------------------------------------------------------------------------- | -------------- | ------------- | ----------- | -------------- | ---- | ---- |
| 1 | Bé Ngọc Giàu  | "Khát vọng" (Sáng tác: Phạm Minh Tuấn, Đặng Viết Lợi)                     | Mỹ Linh        | 12            | 10          | 9              | 31   | 2    |
| 2 | Bé Thụy Bình  | "Ngọn lửa cao nguyên" (Sáng tác: Trần Tiến)                               | Kasim Hoàng Vũ | 11            | 12          | 12             | 35   | 1    |
| 3 | Bé Tú Thanh   | "Hà Nội mùa vắng những cơn mưa" (Sáng tác: Trương Quý Hải, Bùi Thanh Tâm) | Lệ Quyên       | 8             | 7           | 8              | 23   | 5    |
| 4 | Bé Thiên Phúc | "Quê nhà" (Sáng tác: Trần Tiến)                                           | Tùng Dương     | 9             | 9           | 11             | 29   | 4    |
| 5 | Bé Tuấn Ngọc  | "Tôi yêu" (Sáng tác: Phương Uyên)                                         | Thanh Duy      | 7             | 8           | 7              | 22   | 6    |
| 6 | Bé Bích Ngọc  | "Cô gái Sài Gòn đi tải đạn" (Sáng tác: Lư Nhất Vũ)                        | Trang Nhung    | 10            | 11          | 10             | 31   | 2    |

### Tuần 4 (*)
| # | Thí sinh                              | Bài hát                                                       | Nhân vật                                         | Kết quả BGK  | Kết quả BGK | Kết quả BGK    | Tổng | Hạng |
| # | Thí sinh                              | Bài hát                                                       | Nhân vật                                         | NSND Tự Long | Hiền Thục   | NSƯT Hoài Linh | Tổng | Hạng |
| - | ------------------------------------- | ------------------------------------------------------------- | ------------------------------------------------ | ------------ | ----------- | -------------- | ---- | ---- |
| 1 | Bé Thiên Phúc – Thu Thủy              | "Bống bống bang bang" (Sáng tác: Only C)                      | Isaac – Jun Phạm                                 | 7            | 8           | 7              | 22   | 6    |
| 2 | Bé Tú Thanh – Quốc Thiên              | "Mắt Nai cha cha cha" (Sáng tác: Sỹ Luân)                     | Hồng Ngọc                                        | 9            | 7           | 8              | 24   | 5    |
| 3 | Bé Tuấn Ngọc – Võ Hạ Trâm             | "Dòng máu Lạc Hồng" (Sáng tác: Lê Quang)                      | Đan Trường                                       | 8            | 9           | 9              | 26   | 4    |
| 4 | Bé Bích Ngọc – Trịnh Thăng Bình       | "Chưa bao giờ mẹ kể" (Sáng tác: Châu Đăng Khoa)               | MIN – Erik                                       | 10           | 10          | 10             | 30   | 3    |
| 5 | Bé Ngọc Giàu – Chí Thiện              | "Sắc màu" (Sáng tác: Trần Tiến)                               | Phạm Anh Khoa                                    | 12           | 12          | 11             | 35   | 1    |
| 6 | Bé Thụy Bình – Bình Tinh – Bé Cẩm Tâm | Trích đoạn cải lương: "Đời cô Lựu" (Sáng tác: Trần Hữu Trang) | NSƯT Minh Vương – NSND Bạch Tuyết – NSND Lệ Thủy | 11           | 11          | 12             | 34   | 2    |

(*) Ở tuần 4, các bé sẽ cặp đôi với các huấn luyện viên của mình và các khách mời mà huấn luyện viên đã mời.

### Tuần 5
| # | Thí sinh      | Bài hát                                                                                | Nhân vật      | Kết quả BGK   | Kết quả BGK | Kết quả BGK    | Tổng | Hạng |
| # | Thí sinh      | Bài hát                                                                                | Nhân vật      | NSƯT Xuân Bắc | Hiền Thục   | NSƯT Hoài Linh | Tổng | Hạng |
| - | ------------- | -------------------------------------------------------------------------------------- | ------------- | ------------- | ----------- | -------------- | ---- | ---- |
| 1 | Bé Bích Ngọc  | "Roar" (Sáng tác: Katy Perry, Lukasz Gottwald, Max Martin, Bonnie McKee, Henry Walter) | Katy Perry    | 11            | 12          | 11             | 34   | 1    |
| 2 | Bé Tú Thanh   | "Nhật ký của mẹ" (Sáng tác: Nguyễn Văn Chung)                                          | Hiền Thục     | 9             | 11          | 7              | 27   | 4    |
| 3 | Bé Thiên Phúc | "Ấn nút nhớ... thả giấc mơ" (Sáng tác: Sơn Tùng M-TP)                                  | Sơn Tùng M-TP | 8             | 8           | 8              | 24   | 5    |
| 4 | Bé Thụy Bình  | "You Raise Me Up" (Sáng tác: Brendan Graham, Rolf Løvland)                             | Josh Groban   | 12            | 10          | 12             | 34   | 1    |
| 5 | Bé Tuấn Ngọc  | "Về ăn cơm" (Sáng tác: Lưu Sa Huỳnh)                                                   | Quốc Thiên    | 10            | 9           | 9              | 28   | 3    |
| 6 | Bé Ngọc Giàu  | "Mưa bay tháp cổ" (Sáng tác: Trần Tiến)                                                | Hương Tràm    | 7             | 7           | 10             | 24   | 5    |

### Tuần 6
| # | Thí sinh      | Bài hát                                                     | Nhân vật        | Kết quả BGK   | Kết quả BGK | Kết quả BGK    | Tổng | Hạng |
| # | Thí sinh      | Bài hát                                                     | Nhân vật        | NSƯT Xuân Bắc | Hiền Thục   | NSƯT Hoài Linh | Tổng | Hạng |
| - | ------------- | ----------------------------------------------------------- | --------------- | ------------- | ----------- | -------------- | ---- | ---- |
| 1 | Bé Tú Thanh   | "Ô Mê Ly" (Sáng tác: Nguyễn Văn Phụng, Văn Khôi)            | Ánh Tuyết       | 9             | 9           | 8              | 26   | 4    |
| 2 | Bé Tuấn Ngọc  | "Chú voi con ở bản Đôn" (Sáng tác: Phạm Tuyên)              | NSND Trần Hiếu  | 8             | 7           | 7              | 22   | 6    |
| 3 | Bé Ngọc Giàu  | "Bài ca đất phương Nam" (Sáng tác: Lư Nhất Vũ, Lê Giang)    | Phi Nhung       | 10            | 11          | 11             | 32   | 2    |
| 4 | Bé Thiên Phúc | "Black or White" (Sáng tác: Michael Jackson, Bill Bottrell) | Michael Jackson | 11            | 12          | 12             | 35   | 1    |
| 5 | Bé Bích Ngọc  | "Em tôi" (Sáng tác: Thuận Yến, Xuân Trường)                 | NSƯT Thanh Lam  | 12            | 10          | 10             | 32   | 2    |
| 6 | Bé Thụy Bình  | "Lý Bán quán" (Sáng tác: Trần Hồng)                         | NSƯT Hoài Linh  | 7             | 8           | 9              | 24   | 5    |

### Tuần 7
| # | Thí sinh      | Bài hát                                                                                 | Nhân vật    | Kết quả BGK   | Kết quả BGK | Kết quả BGK    | Tổng | Hạng |
| # | Thí sinh      | Bài hát                                                                                 | Nhân vật    | NSƯT Xuân Bắc | Hiền Thục   | NSƯT Hoài Linh | Tổng | Hạng |
| - | ------------- | --------------------------------------------------------------------------------------- | ----------- | ------------- | ----------- | -------------- | ---- | ---- |
| 1 | Bé Ngọc Giàu  | "Price Tag" (Sáng tác: Jessie J, Lukasz Gottwald, Claude Kelly, Bobby Ray Simmons, Jr.) | Jessie J    | 11            | 10          | 11             | 32   | 2    |
| 2 | Bé Thụy Bình  | "Còn thương rau đắng mọc sau hè" (Sáng tác: NSƯT Bắc Sơn)                               | Hoài Lâm    | 7             | 9           | 7              | 23   | 6    |
| 3 | Bé Tuấn Ngọc  | "Về đi em" (Sáng tác: Trần Tiến)                                                        | Hà Anh Tuấn | 12            | 12          | 12             | 36   | 1    |
| 4 | Bé Bích Ngọc  | "Ly cà phê Ban Mê" (Sáng tác: Nguyễn Cường)                                             | Siu Black   | 8             | 7           | 10             | 25   | 4    |
| 5 | Bé Tú Thanh   | "Bà Tôi" (Sáng tác: Nguyễn Vĩnh Tiến)                                                   | Ngọc Khuê   | 9             | 8           | 8              | 25   | 4    |
| 6 | Bé Thiên Phúc | "Người lính già vui vẻ" (Sáng tác: Thanh Trúc)                                          | Hề Sa       | 10            | 11          | 9              | 30   | 3    |

### Tuần 8 (*)
| # | Thí sinh                             | Bài hát                                                                                    | Nhân vật                                  | Kết quả BGK   | Kết quả BGK | Kết quả BGK    | Tổng | Hạng |
| # | Thí sinh                             | Bài hát                                                                                    | Nhân vật                                  | NSƯT Xuân Bắc | Hiền Thục   | NSƯT Hoài Linh | Tổng | Hạng |
| - | ------------------------------------ | ------------------------------------------------------------------------------------------ | ----------------------------------------- | ------------- | ----------- | -------------- | ---- | ---- |
| 1 | Bé Thiên Phúc – Phan Ngọc Luân       | "My Baby You" (Sáng tác: Marc Anthony, Walter Afanasieff)                                  | Marc Anthony                              | 7             | 7           | 8              | 22   | 6    |
| 2 | Bé Tú Thanh – Kim Luyên              | "Chầu Đệ Nhị" (Lời cổ)                                                                     | NSƯT Vân Quyền                            | 9             | 9           | 7              | 25   | 4    |
| 3 | Bé Ngọc Giàu – Bình Tinh – Doan Minh | "Tân cổ giao duyên: Áo mới Cà Mau" (Tân nhạc: Thanh Sơn; cổ nhạc: NSND Viễn Châu)          | NSND Lệ Thủy – NSƯT Tú Sương – Huỳnh Đông | 12            | 11          | 12             | 35   | 1    |
| 4 | Bé Bích Ngọc – Thu Thủy              | "Liên khúc Papa" (Sáng tác: Paul Anka, Dương Khắc Linh, Hồng Nhung)                        | Vũ Cát Tường Hồng Nhung                   | 10            | 10          | 10             | 30   | 3    |
| 5 | Bé Thụy Bình – Chí Thiện             | "Tell Me Why" (Sáng tác: Barry Mason, Ian Clive Mackeith, Stuart Dennis Mackeith, Mai Lâm) | Declan Galbraith                          | 8             | 8           | 9              | 25   | 4    |
| 6 | Bé Tuấn Ngọc – Quốc Thiên            | "Tâm hồn của đá" (Sáng tác: Trần Lập)                                                      | Trần Lập                                  | 11            | 12          | 11             | 34   | 2    |

(*) Ở tuần 8, các bé sẽ cặp đôi với các huấn luyện viên của mình và các khách mời mà huấn luyện viên đã mời.

### Tuần 9
| # | Thí sinh      | Bài hát | Nhân vật       | Kết quả BGK   | Kết quả BGK | Kết quả BGK    | Tổng | Hạng |
| # | Thí sinh      | Bài hát | Nhân vật       | NSƯT Xuân Bắc | Hiền Thục   | NSƯT Hoài Linh | Tổng | Hạng |
| - | ------------- | --- | -------------- | ------------- | ----------- | -------------- | ---- | ---- |
| 1 | Bé Tuấn Ngọc  | "Tôi thấy hoa vàng trên cỏ xanh" (Sáng tác: Châu Đăng Khoa)                                                                                       | Bằng Kiều      | 9             | 8           | 7              | 24   | 6    |
| 2 | Bé Bích Ngọc  | Liên khúc: "Chicken Attack" – "New Bibi Hendl" (Sáng tác: Jeremi Weifer, Lee Ellenberg)                                                           | Takeo Ischi    | 12            | 12          | 11             | 35   | 1    |
| 3 | Bé Thiên Phúc | "Tình thơ" (Sáng tác: Hoài An) | Minh Thuận     | 8             | 7           | 10             | 25   | 4    |
| 4 | Bé Tú Thanh   | "La La La" (Sáng tác: Shakira, Jay Singh, Lukasz Gottwald, Mathieu Jomphe-Lepine, Max Martin, Henry Walter, Raelene Arreguin, John J. Conte, Jr.) | Shakira        | 11            | 10          | 8              | 29   | 3    |
| 5 | Bé Thụy Bình  | "Người Hà Nội" (Sáng tác: Nguyễn Đình Thi) | NSND Quang Thọ | 10            | 11          | 12             | 33   | 2    |
| 6 | Bé Ngọc Giàu  | "Xẩm phố thu" (Sáng tác: Nguyễn Quang Long) | Thu Phương     | 7             | 9           | 9              | 25   | 4    |

### Tuần 10
| # | Thí sinh      | Bài hát                                                   | Nhân vật         | Kết quả BGK   | Kết quả BGK | Kết quả BGK    | Tổng | Hạng |
| # | Thí sinh      | Bài hát                                                   | Nhân vật         | NSƯT Xuân Bắc | Hiền Thục   | NSƯT Hoài Linh | Tổng | Hạng |
| - | ------------- | --------------------------------------------------------- | ---------------- | ------------- | ----------- | -------------- | ---- | ---- |
| 1 | Bé Thụy Bình  | "Tarzan And Jane" Sáng tác: Per Holm, Toy-Box             | Toy-Box          | 10            | 8           | 7              | 25   | 6    |
| 2 | Bé Tú Thanh   | "Làng Quan Họ Quê Tôi" Sáng tác: Nguyễn Trọng Tạo         | Hòa Minzy        | 11            | 7           | 8              | 26   | 5    |
| 3 | Bé Tuấn Ngọc  | "Xin Hỏi Đường Đi Nơi Đâu?" Sáng tác: Sa Yan, Jingging Xu | Tưởng Đại Vĩ     | 7             | 10          | 10             | 27   | 4    |
| 4 | Bé Ngọc Giàu  | "I Believe I Can Fly" Sáng tác: Robert Kelly              | Jenifer Holliday | 9             | 12          | 11             | 32   | 2    |
| 5 | Bé Thiên Phúc | "Mẹ" Sáng tác: Phú Quang, Hồng Thanh Quang                | Đàm Vĩnh Hưng    | 12            | 9           | 12             | 33   | 1    |
| 6 | Bé Bích Ngọc  | "Bài Ca Không Quên" Sáng tác: Phạm Minh Tuấn              | Cẩm Vân          | 8             | 11          | 9              | 28   | 3    |

### Tuần 11
| # | Thí sinh      | Bài hát | Nhân vật           | Kết quả BGK   | Kết quả BGK | Kết quả BGK    | Tổng | Hạng |
| # | Thí sinh      | Bài hát | Nhân vật           | NSƯT Xuân Bắc | Hiền Thục   | NSƯT Hoài Linh | Tổng | Hạng |
| - | ------------- | --- | ------------------ | ------------- | ----------- | -------------- | ---- | ---- |
| 1 | Bé Bích Ngọc  | "What's My Name" (Sáng tác: Andre Young George, Clinton Gary Shider, Calvin Broadus, David Spradley)                                                                                              | China Anne Mcclain | 9             | 9           | 9              | 27   | 4    |
| 2 | Bé Ngọc Giàu  | "Ngẫu hứng sông Hồng" (Sáng tác: Trần Tiến) | Hồng Nhung         | 12            | 11          | 10             | 33   | 1    |
| 3 | Bé Tuấn Ngọc  | "Uptown Funk" (Sáng tác: Jeff Bhasker, Philip Lawrence, Bruno Mars, Mark Ronson, Nicholas Williams, Devon Gallaspy, Lonnie Simmons, Ronnie Wilson, Charles Wilson, Robert Wilson, Rudolph Taylor) | Bruno Mars         | 11            | 10          | 12             | 33   | 1    |
| 4 | Bé Tú Thanh   | "Trích đoạn: Chèo Thị Nở" (Sáng tác: Trần Đình Văn, Triệu Trung Kiên) | Thu Hoà            | 10            | 12          | 11             | 33   | 1    |
| 5 | Bé Thụy Bình  | "It's My Life" (Sáng tác: Jon Bon Jovi, Richie Sambora, Max Martin) | Bon Jovi           | 8             | 7           | 8              | 23   | 5    |
| 6 | Bé Thiên Phúc | "Hoài cổ" (Sáng tác: Thanh Sơn) | Ngọc Sơn           | 7             | 8           | 7              | 22   | 6    |

### Tuần 12 (*)
| # | Thí sinh                  | Bài hát                                                          | Nhân vật                    | Kết quả BGK   | Kết quả BGK | Kết quả BGK    | Tổng | Hạng |
| # | Thí sinh                  | Bài hát                                                          | Nhân vật                    | NSƯT Xuân Bắc | Hiền Thục   | NSƯT Hoài Linh | Tổng | Hạng |
| - | ------------------------- | ---------------------------------------------------------------- | --------------------------- | ------------- | ----------- | -------------- | ---- | ---- |
| 1 | Bé Ngọc Giàu – Chí Thiện  | "Chị tôi" (Sáng tác: Trần Tiến)                                  | Ý Lan – NSƯT Thanh Lam      | 8             | 8           | 8              | 24   | 5    |
| 2 | Bé Thụy Bình – Bình Tinh  | "Trích đoạn: Bạch Đằng Giang Dậy Sóng" (Sáng tác: Tô Thiên Kiều) | NSƯT Kim Tử Long            | 11            | 11          | 12             | 34   | 2    |
| 3 | Bé Bích Ngọc – Thu Thủy   | "Chầu văn Huế: Tình đất phương Nam"                              | Vân Khánh                   | 9             | 9           | 9              | 27   | 4    |
| 4 | Bé Tú Thanh – Quốc Thiên  | "Jing Gu Bang" (Sáng tác: Robert Zollitsch, Linna Gong)          | Cung Lâm Na – Hoắc Tôn      | 12            | 12          | 11             | 35   | 1    |
| 5 | Bé Thiên Phúc – Nam Cường | "Đất nước lời ru" (Sáng tác: Văn Thành Nho)                      | Dương Triệu Vũ – Thanh Thúy | 7             | 7           | 7              | 21   | 6    |
| 6 | Bé Tuấn Ngọc – Ái Phương  | "Hát về anh" (Sáng tác: NSƯT Thế Hiển)                           | NSƯT Thế Hiển               | 10            | 10          | 10             | 30   | 3    |

(*) Ở tuần 12, các bé sẽ cặp đôi với các huấn luyện viên của mình và các khách mời mà huấn luyện viên đã mời.

### Chung kết
| #         | Thí sinh                             | Bài hát                                              | Nhân vật        | Hạng |
| --------- | ------------------------------------ | ---------------------------------------------------- | --------------- | ---- |
| 1         | Bé Ngọc Giàu – Xuân Tiến – Bình Tinh | "Trích đoạn: Lá chắn biên thùy" (Sáng tác: Phi Hàng) | NSƯT Thoại Mỹ   | 3    |
| 2         | Bé Thụy Bình                         | "Opera 2" (Sáng tác: Vitaly Vladasovich)             | Vitas           | 1    |
| 3         | Bé Bích Ngọc                         | "Hào khí Việt Nam" (Sáng tác: Rạng Đông)             | NSƯT Tú Sương   | 2    |
| 4         | Bé Tú Thanh                          | "Cánh chim báo tin vui" (Sáng tác: Đàm Thanh)        | NSƯT Thuý Hà    | 4    |
|           |                                      |                                                      |                 |      |
| Khách mời | Bé Tuấn Ngọc                         | "Bước đến bên tôi" (Sáng tác: Khắc Hưng)             | Trọng Hiếu Idol | 5    |
| Khách mời | Bé Thiên Phúc                        | "Sống như những đóa hoa" (Sáng tác: Tạ Quang Thắng)  | Tạ Quang Thắng  | 6    |
| Khách mời | Hoài Lâm                             | "Em đi trên cỏ non" (Sáng tác: NSƯT Bắc Sơn)         |                 |      |
| Khách mời | Quốc Thiên, Thu Thủy, Chí Thiện      | "Niềm tin chiến thắng" (Sáng tác: Lê Quang)          |                 |      |